# Großarl
Großarl – gmina targowa w Austrii, położona w kraju związkowym Salzburg, w powiecie St. Johann im Pongau. Liczy 3800 mieszkańców (1 stycznia 2015).